# Philodendron humile
Philodendron humile är en kallaväxtart som beskrevs av Eduardo G. Gonçalves. Philodendron humile ingår i släktet Philodendron och familjen kallaväxter. Inga underarter finns listade.